# Disco robaczki
Disco robaczki (duń. Disco ormene, niem. Sunshine Barry und die Discowürmer, ang. Sunshine Barry and the Disco Worms) – duńsko-niemiecki film animowany z 2008 roku w reżyserii Thomasa Borcha Nielsena.
Światowa premiera filmu odbyła się 7 września 2008 roku. W Polsce film miał premierę 21 maja 2010 roku.

## Fabuła
Dżdżownica Bogdan nie może pogodzić się z szarą egzystencją pracownika fabryki kompostu. Pewnego dnia odkrywa w rzeczach taty zakurzoną płytę, odpala gramofon i doznaje olśnienia; jego serce zawsze biło w rytmie disco z lat 70. Zakłada zespół i wraz z grupą przyjaciół, którzy braki talentu nadrabiają ambicją, zgłasza się do udziału w konkursie wokalnym. Bogdan i jego rozbujane Disco Robaczki – Gocha, Tytus, Nerwal i Kadrowa Danuta – robią wszystko, żeby udowodnić jurorom i całemu światu, że dżdżownice „są gorące” i „że nie ma haka na disco robaka”.

## Oryginalny dubbing
- David Bateson
- Heather Carino
- Helle Dolleris
- Trine Dyrholm
- Peter Frodin
- Jason Graae
- Lars Hjortshoj
- Frank Lenart
- Troels Lyby
- Tesz Millan
- Birthe Neumann
- Peter Hesse Overgaard

## Wersja polska
Wersja polska: Studio PRL na zlecenie „Kino Świat”

Reżyseria: Jarosław Boberek

Dialogi polskie: Jakub Wecsile

Teksty piosenek: Marek Robaczewski

Kierownictwo muzyczne: Agnieszka Tomicka

W wersji polskiej wystąpili:
- Marcin Hycnar – Bogdan
- Barbara Kałużna – Gocha
- Ewa Kasprzyk – Matka
- Tomasz Karolak – Nerwal
- Zbigniew Wodecki – Edward Czerw
- Anna Mucha – Muszka
- Tomasz Steciuk – Tytus
- Agnieszka Matysiak – kadrowa Danuta
- Krzysztof Dracz – Tata „Funky Wacek” Wacław
- Ksawery Jasieński – lektor
- Jarosław Boberek – Gnojak
- Miłogost Reczek – Pastewny
- Wojciech Paszkowski – Prezenter
- Tomasz Bednarek – sługa Edwarda Czerwia
- Łukasz Lewandowski – Stonoga

## Soundtrack
Teksty piosenek: Marek Robaczewski

Kierownictwo muzyczne: Agnieszka Tomicka
- „Blame it on the Boogie”, „Play That Funky Music” – Kuba Molęda i Olga Szomańska
- „Disco Inferno” – Mateusz Krautwurst
- „Boogie Wonderland” – Krzysztof Pietrzak
- „Yes Sir, I Can Boogie” – Magdalena Tul
- „Love to love you baby”, „Upside down” – Kasia Moś
- „C'est Chic” – Martyna Melosik i Dagmara Melosik
- „Feelings” – Zbigniew Wodecki
- „Bzzz” – Anna Mucha
- „I will survive” – Agnieszka Chylińska
- „Wild Cherry – Play That Funky Music”

oraz: Marcin Hycnar, Barbara Kałużna, Adam Krylik, Katarzyna Owczarz, Agnieszka Tomicka